# Lycosa australicola
Lycosa australicola este o specie de păianjeni din genul Lycosa, familia Lycosidae. A fost descrisă pentru prima dată de Strand, 1913. Conform Catalogue of Life specia Lycosa australicola nu are subspecii cunoscute.